# 科埃特米约
科埃特米约（法語：Coëtmieux，法語發音：[kwɛtmjø]）是法国阿摩尔滨海省的一个市镇，位于该省中东部，属于圣布里厄区。

## 地理
科埃特米约（48°29'31"N, 2°36'2"W）面积8.02 平方千米，位于法国布列塔尼大區阿摩尔滨海省，该省份为法国西北部沿海省份，位于布列塔尼半岛北部，北濒大西洋英吉利海峡，西接菲尼斯泰尔省，南至莫尔比昂省，东临伊勒-维莱讷省。
与科埃特米约接壤的市镇（或旧市镇、城区）包括：昂代勒、伊利永、波姆雷、朗巴勒阿摩尔。

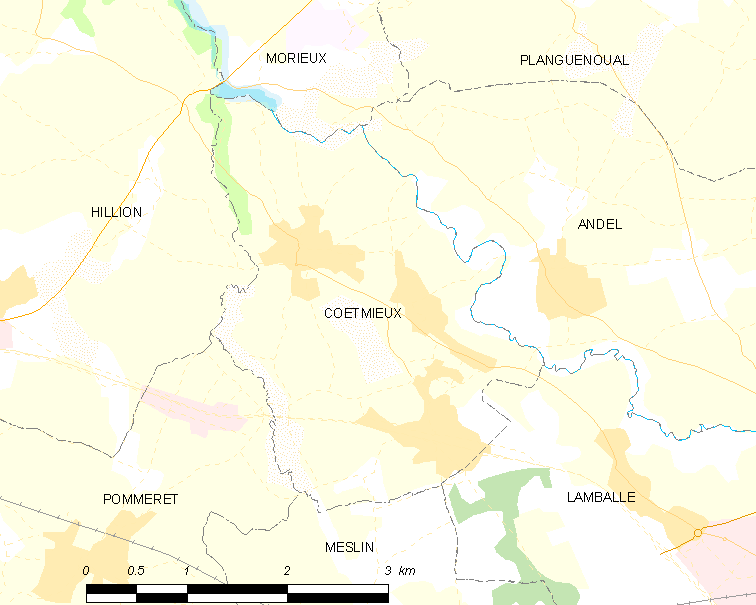
科埃特米约的OSM定位图

科埃特米约的时区为UTC+01:00、UTC+02:00（夏令时）。

## 行政
科埃特米约的邮政编码为22400，INSEE市镇编码为22044。

## 政治
科埃特米约所属的省级选区为朗巴勒阿摩尔县。

## 人口

1962-2008年间科埃特米约人口变化图示

科埃特米约于2022年1月1日时的人口数量为1840人。